# St. Mary Mead
St. Mary Mead je fiktivní vesnice vytvořená známou britskou spisovatelkou Agathou Christie.
Roztodivná, ospalá vesnice byla domovem proslulé slečny Marplové. První zmínka o St. Mary Mead se nachází v knize z roku 1930 Vražda na faře (v originále The Murder at the Vicarage), kde se také poprvé objevila Jane Marplová. Avšak první popis vesnice představila Agatha Christie v Poirotovském příběhu Záhada Modrého vlaku (v originále The Mystery of the Blue Train), kde byla vesnice domovem Katherine Greyové. Ovšem St. Mary Mead Katherine Greyové a St. Mary Mead slečny Marplové jsou dvě odlišné vesnice.

## Popis
Toto je popis vesnice, kde bydlela slečna Marplová:
Městečkem vede jenom jedna silnice, totiž Hlavní třída, třebaže od ní odbočuje několik ulic a uliček mezi živými ploty. Železniční stanice leží u té silnice, asi jednu míli za městečkem směrem severozápadním. Stanice je dosud v provozu, i když tu neprojíždí mnoho vlaků, a ty všechny tady zastavují. Když sem přijíždíte z Londýna, je zpravidla příhodnější vystoupit v Much Benhamu, dvě míle odsud, a dojet zbytek taxíkem z Inchovy taxislužby, známé všeobecně pod jménem Inch, tedy v češtině Coul. Místní noviny se jmenují Much Benham Herald and Argus, které každý týden přinášejí sloupec zpráv ze St. Mary Mead. Na druhé straně od městečka je první větší tržní místo Market Basing s blízkými filmovými ateliéry Hellingforth. Nejbližší přímořské lázně Danemouth nejsou odsud dál než osmnáct mil.
Když přijdete do městečka silnicí od Much Benhamu, projdete napřed kolem několika domků, včetně toho, kde nějaký čas bydlel Lawrence Redding, a potom jsou po obou stranách cesty obchody. Napravo minete shluk domů z časů královny Anny a georgiánských domů z období králů Jiřích v 18. a 19. století, nejpěknějších domů v městečku. Je tam i dům doktora Haydocka, kam se vchází z boční uličky, a vedle něho, ještě dál, stojí fara se svou půvabnou zahradou. A ještě o kus dál je domov paní Price Rydleyové, té mohutné a diktátorské vdovy, jak ji kdosi nazval. Průčelní vchod domu slečny Marplové, zvaného Danemead, vede do ulice, ale boční strana její zahrady leží podél doktorova domu a fary. Vedle slečny Marplové bydlí klevetivá slečna Hartnellová a vedle té ona věčná stará panna slečna Wetherbyová. Jejich zahrady jsou obráceny k jiné uličce mezi živými ploty, ze které míří mezi stromy pěšina k Old Hallu, ke starému sídlu, kde bydlel plukovník Protheroe. Když se pak znovu vrátíte na Hlavní třídu, dojdete po levici ke kostelu a za ním k Modrému kanci. Potom vlevo i vpravo najdete radnici, další krámy jako koloniální obchod Barnesův, řeznictví Footitovo, krám podivně pojmenovaného místního lékárníka a drogisty Cherubima, místní obchodníky s pozemky Biddleho a Russella, košíkářství, vedené panem Tomsem a rybárnu. Pak přijde další ulička vlevo za Modrým kancem, která vede k panskému domu Gossington Hall, víc než míli vzdálenému, kde bydlel plukovník Bantry s paní. A potom se městečko rozprskne v pár dalších chalup a silnice pokračuje do Market Basingru.

## Skutečnost
St. Mary Mead je ve skutečnosti vesnice Nether Wallop, nacházející se na jihu Anglie v hrabství Hampshire. Zde se také natáčely příběhy slečny Marplové, když byla v St. Mary Mead. Market Basing je město Basingstoke a Danemouth je Bournemouth

## Použitá literatura
SYMONS, Julian. The Great Detectives (Seven Original Investigations). London: Orbis Publishing, 1981, přeložil František Vrba. Kapitola O slečně Marplové a o městečku St. Mary Mead, s. 41 - 57.